# Amitābha
Amitābha (Sánscrito; pronunciación: [ə.mɪ.t̪aː.bʰə]; Chino: 阿彌陀佛, Āmítuó Fó; Jpː Amida; Tibetano: འོད་དཔག་མེད་, Ö-pa-me) es uno de los principales budas del budismo Mahāyāna y la figura budista más venerada del budismo de Asia Oriental.Amitābha también se conoce con el nombre de Amitāyus («Vida sin medida»).
Amitābha es la figura principal de los Sutras de la Tierra Pura.Según el Sutra de la Vida Inconmensurable, Amitābha estableció una tierra pura de paz y felicidad llamada Sukhāvatī («Dichosa»), donde los seres que le recuerdan con fe pueden renacer y alcanzar rápidamente la iluminación. La tierra pura es el resultado de una serie de votos que Amitābha hizo hace mucho tiempo. Como su nombre significa Luz Ilimitada, se dice que la luz de Amitābha irradia por todo el cosmos y brilla sobre todos los seres. Por ello, a menudo se representa a Amitābha irradiando luz, símbolo de su sabiduría. Por el nombre de Amitāyus, este Buda también se asocia con la vida infinita, ya que se dice que su esperanza de vida es inconmensurable. Se considera que la vida sin medida de Amitābha está relacionada con su infinita compasión.
La devoción a Amitābha es particularmente prominente en el budismo de Asia Oriental, donde la práctica de la atención plena al Buda Amitābha (conocida como nianfo en chino, nembutsu en japonés) se considera un camino hacia la liberación abierto a todo el mundo. Amitābha es también el buda principal del Budismo de la Tierra Pura, que es una tradición centrada en alcanzar el nacimiento en la tierra pura confiando en el poder de Amitābha (también conocido como «otro poder») y recitando fielmente el nombre de Amitabha. Amitābha es también una deidad importante en el Budismo tibetano, donde se le asocia con las prácticas de la tierra pura, así como con el phowa (la transferencia de conciencia en el momento de la muerte).
Amitāyus y Amitābha se utilizan indistintamente en el budismo de Asia Oriental. Sin embargo, en el budismo tibetano, Amitāyus se distingue de Amitābha, y se representan de forma diferente en el arte himalayo. Amitāyus también es conocido como Buda de larga vida en el budismo tibetano. En el budismo de Asia oriental, Amitābha suele representarse como parte de una tríada con los dos bodhisattvas Avalokiteśvara y Mahāsthāmaprāpta. En el budismo tibetano, la tríada incluye a Avalokiteśvara y Vajrapani (o Padmasambhava).

## En Mahayana Indico

### En los Sūtras Sukhāvatīvyūha
Los sūtras mahayana más influyentes centrados en Amitābha son dos sūtras conocidos por el título en sánscrito Sukhāvatī-vyūha (Adorno Dichoso o Adorno de Sukhāvatī). Estos dos son el Sūtra Corto Sukhāvatīvyūha (también conocido como el Sūtra de Amitābha) y el Sūtra Extenso Sukhāvatīvyūha (también conocido como el Sūtra de la Vida Ilimitada). Estos sūtras son las principales fuentes mahayana para las enseñanzas sobre Amitābha y su tierra pura.
En estos sūtras, Amitābha es un Buda trascendental e inmortal que reside en un campo búdico puro que él mismo creó. Esta tierra pura se encuentra a miles de millones de mundos de distancia en la dirección occidental, y todos los seres pueden renacer allí, donde pueden convertirse rápidamente en Budas ellos mismos.
Según el Sūtra de la Vida Ilimitada, hace eones, Amitābha fue un monje bodhisattva llamado Dharmākara. En algunas versiones del sūtra, se describe a Dharmākara como un antiguo rey que, habiendo entrado en contacto con las enseñanzas budistas a través del Buda Lokeśvararāja, renunció a su trono y se convirtió en monje. Durante cinco eones (kalpas), Dharmākara contempló todas las cualidades de todos los campos búdicos puros (reinos creados por un Buda que existen fuera de la realidad ordinaria) a lo largo del cosmos. Luego resolvió convertirse en Buda y crear el mejor campos búdico en el universo, dotado de todas cualidades supremas.
El sūtra relata entonces cómo Dharmākara hizo una serie de votos de bodhisattva (sct. praṇidhāna), comprometiéndose a que, a menos que se cumplieran estos votos, no alcanzaría la budeidad. Diferentes versiones del texto enumeran un número variable de estos votos (el texto más común contiene cuarenta y ocho votos), que sirven como la base de la doctrina de la escuela Tierra Pura. Estas resoluciones solemnes establecieron el tipo de tierra pura que Dharmākara aspiraba a crear, las condiciones bajo las cuales los seres podrían nacer en ese mundo y el tipo de seres que serían. Después de muchos eones de práctica, Dharmākara se convirtió en el Buda Amitābha (su iluminación ocurrió hace diez kalpas). Dado que ahora preside la tierra pura de Sukhāvatī ("Dicha Suprema") en la dirección occidental, se entiende que sus votos fueron efectivamente cumplidos.
Entre estos "votos pasados", Dharmākara aseguró que todos los seres nacidos en su tierra nunca caerían en reinos inferiores y poseerían cuerpos divinos dorados con muchos poderes sobrenaturales. También prometió que estarían firmemente establecidos en el camino hacia la budeidad y que podrían disfrutar de una paz profunda, felicidad y una vida ilimitada allí. El nombre de Amitābha sería glorificado por innumerables Budas, y aquellos que sinceramente confíen en él y deseen renacer en su tierra pura poderan lograrlo.

El aspecto central de estos votos son aquellos que explican cómo alcanzar el renacimiento en la tierra pura. En el budismo de la Tierra Pura, uno de los pasajes más influyentes ha sido el decimoctavo voto, que dice:
Si, cuando alcance la budeidad, los seres sintientes en las tierras de las diez direcciones que sinceramente y con alegría se confíen a mí, deseen nacer en mi tierra, y piensen en mí incluso diez veces, no nacen allí, que yo no alcance la iluminación perfecta. Excluidos están aquellos que cometen los cinco delitos graves y abusan del Dharma Correcto.
Este voto también se llama el "voto original" o "fundamental" (本願, jp. hongan) en el budismo de la Tierra Pura, lo que indica su estatus especial en esta tradición. Este voto, junto con algunos otros pasajes, hizo posible argumentar que todo tipo de personas alcanzarían el renacimiento en la tierra pura, incluso aquellas muy malvadas, engañadas y contaminadas de klesas.Siempre que uno no haya cometido los cinco actos graves (parricidio, matricidio, el asesinato de un arhat, dañar a un Buda, o causar cisma en la sangha), esta escritura parece abrir la posibilidad del renacimiento en la tierra pura a cualquiera que recuerde fielmente a Amitābha incluso solo diez veces.Una versión modificada de esta enseñanza universalista (que incluso elimina la exclusión de aquellos que cometan los cinco actos graves) se convertiría en una doctrina central del budismo de la Tierra Pura y sigue siendo parte de su atractivo duradero.
El sūtra también explica cómo, en el momento de la muerte, Amitābha aparecerá ante aquellos que hayan aspirado a nacer en Sukhāvatī.Los bodhisattvas que llegan a Sukhāvatī entran en el estado de no retroceso (del cual no hay retroceso a estados inferiores de renacimiento) y en el estado de "un nacimiento más", lo que significa que solo requieren una vida adicional antes de alcanzar la budeidad. Una vez en Sukhāvatī, todos los seres también pueden visitar fácilmente otras tierras puras para hacer ofrendas a innumerables Budas.En Sukhāvatī, los seres nacen de forma asexual, apareciendo completamente formados sobre flores de loto en presencia de Amitābha. Algunas flores de loto permanecen cerradas, lo que significa individuos que aún albergan dudas sobre Amitābha. Tales seres permanecen encerrados durante 500 años, experimentando su loto como un palacio, pero privados de la presencia del Buda. Eventualmente, al disipar sus dudas, emergen de este período de purificación y contemplan el esplendor de Amitābha.
Ambas versiones del Sūtra Sukhāvatīvyūha proporcionan diversas descripciones que pueden haber servido como guía para meditar en Amitābha dentro de su tierra pura. Según los sūtras, aquellos que aspiran a renacer allí deben cultivar bodhicitta, escuchar el nombre de Amitābha, contemplarlo, rezar por el renacimiento en su tierra y acumular mérito como base para su renacimiento futuro.Dadas estas condiciones, el renacimiento en Sukhāvatī y la eventual iluminación son significativamente más accesibles que esforzarse por alcanzar la budeidad bajo las duras condiciones de este mundo, lo que constituye la intención última del Buda Amitābha al crear la tierra pura.Esta enseñanza acerca de una vida después de la muerte fácilmente accesible hizo que Amitābha fuera un Buda popular en Gandhara, desde donde se difundió hacia Asia Central y Asia Oriental.
Respecto al Sūtra Corto de Sukhāvatīvyūha, este texto describe principalmente las diversas características de Sukhāvatī y aclara además los métodos para alcanzar el renacimiento allí. Describe, por ejemplo, cómo los pájaros y los árboles de Sukhāvatī, que son manifestaciones del propio Amitābha, cantan continuamente canciones del Dharma. Según este sūtra, el renacimiento en Sukhāvatī se logra sosteniendo sinceramente el nombre de Amitābha en la mente con enfoque ininterrumpido durante uno a siete días, una aplicación de la antigua meditación conocida como buddhānusmṛti (recolección del Buda).
La naturaleza de Amitābha

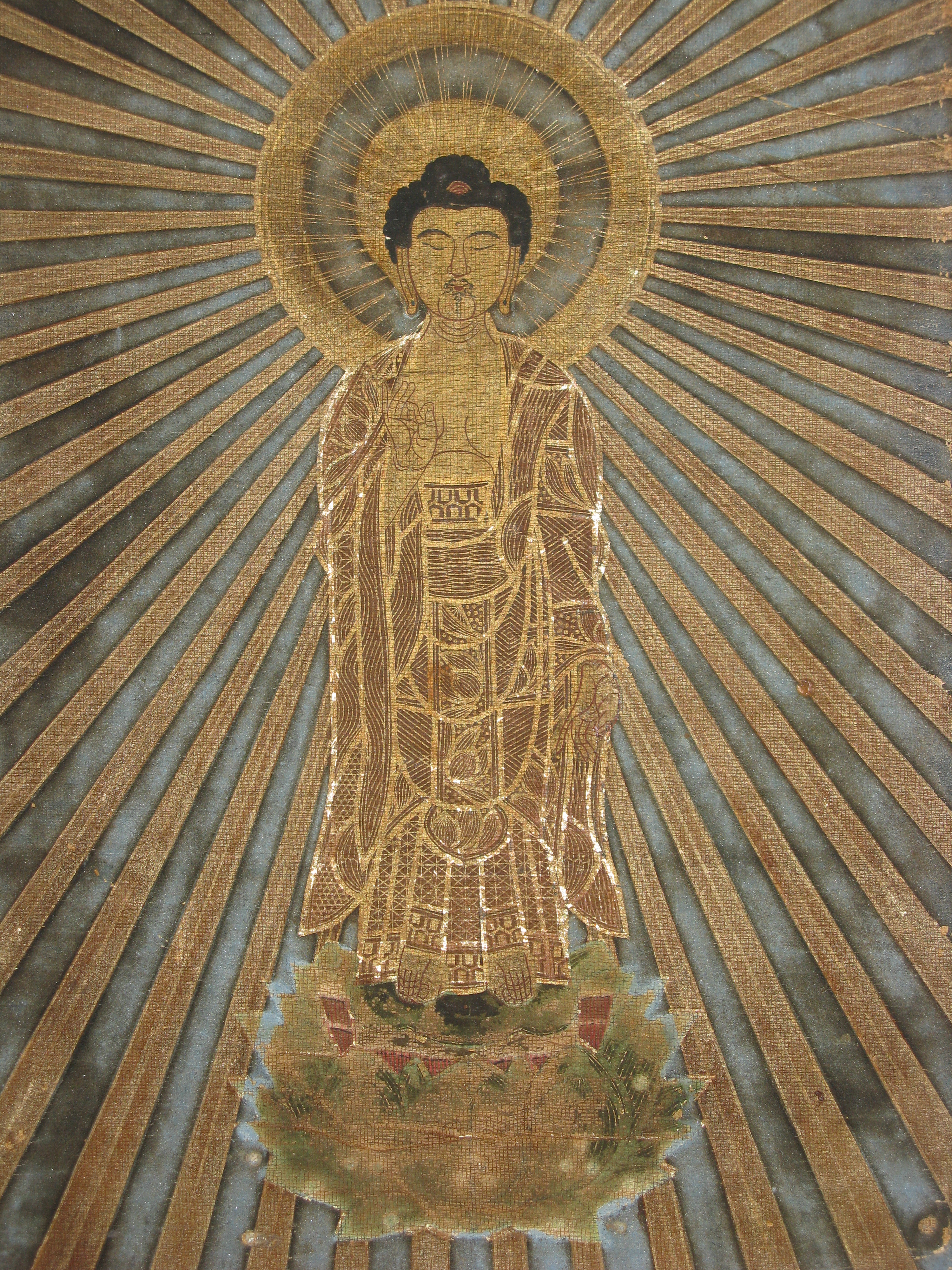
«Amida se manifiesta en el cuerpo de Dharma de los medios expeditivos», pintura japonesa, en el Met.

El Sutra Sukhāvatīvyūha Grande describe al Buda Amitābha como poseedor de un cuerpo que irradia luz ilimitada en las diez direcciones. El sutra declara:
La majestuosa radiancia del Buda de Vida Infinita es exaltada y suprema; la radiancia de otros Budas no puede compararse con ella. La luz de algunos Budas ilumina cien tierras de Buda, y la luz de otros Budas ilumina mil tierras de Buda. En resumen, la luz del Buda de Vida Infinita ilumina todas las tierras de Buda... Los seres sintientes que encuentran esta luz ven disiparse las tres impurezas, y se vuelven suaves y gentiles en cuerpo y mente. Saltan y bailan de alegría, y en ellos surge la mente virtuosa. Cuando aquellos que sufren dolor y aflicción en los tres reinos malignos ven esta luz, todos encuentran alivio y se liberan de sus aflicciones. Después de que sus vidas terminen, todos alcanzarán la emancipación. La luz del Buda de Vida Infinita es resplandeciente y brillantemente ilumina las tierras de los Budas en las diez direcciones; no hay lugar donde no sea percibida. No soy solo yo quien alaba esta luz ahora; todos los Budas, śrāvakas, pratyekabuddhas y bodhisattvas la alaban de la misma manera que yo.
En el Sukhāvatīvyūha Grande, Shakyamuni también describe la luz del Buda Amitābha como inconcebible y en última instancia indescriptible, afirmando que "nunca podría describirla completamente", incluso si pasara eones intentándolo.
Con respecto a la duración de la vida de Amitābha, el Sukhāvatīvyūha Grande declara que es "eterna y más allá de toda estimación", completamente más allá de cualquier cálculo o pensamiento.
Ambos sutras del Sukhāvatīvyūha también proclaman el estatus especial del Buda Amitābha, afirmando que es alabado y venerado por todos los Budas de las diez direcciones y que todos los Budas enseñan a sus séquitos acerca del renacimiento en la Tierra Pura de Amitābha.

### Referencias en otros sutras

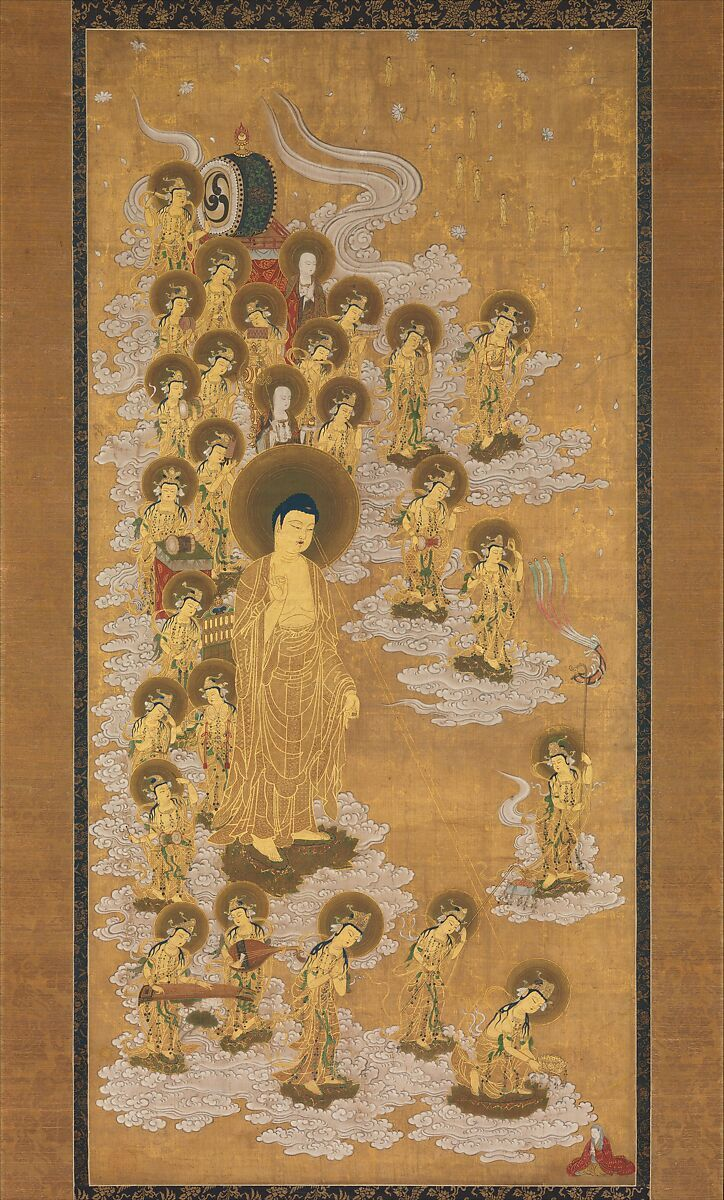
Un pergamino que representa el "Descenso de Bienvenida" (Ch: laiying, Jp: raigo) de Amida y veinticinco bodhisattvas que vienen a guiar a una persona moribunda a la tierra pura. Circa 1668, Japón, período Edo. MET.

### Historia y arqueología

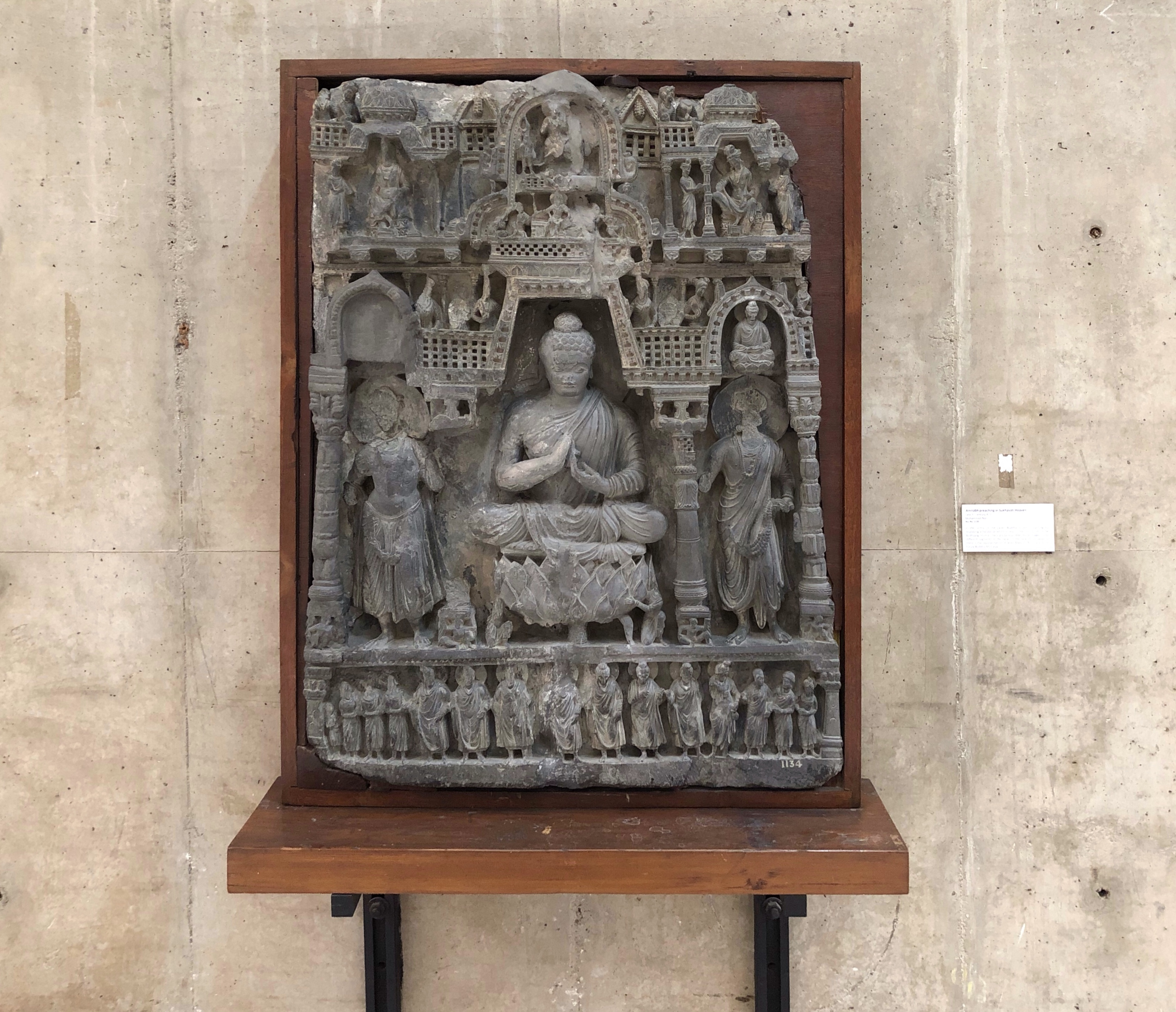
Escultura de Gandhara que representa "Amitābha predicando en Sukhavati",, del sitio de Muhammad Nari, Jaiber Pastunjuá, Pakistán.

## En el budismo de Asia Oriental

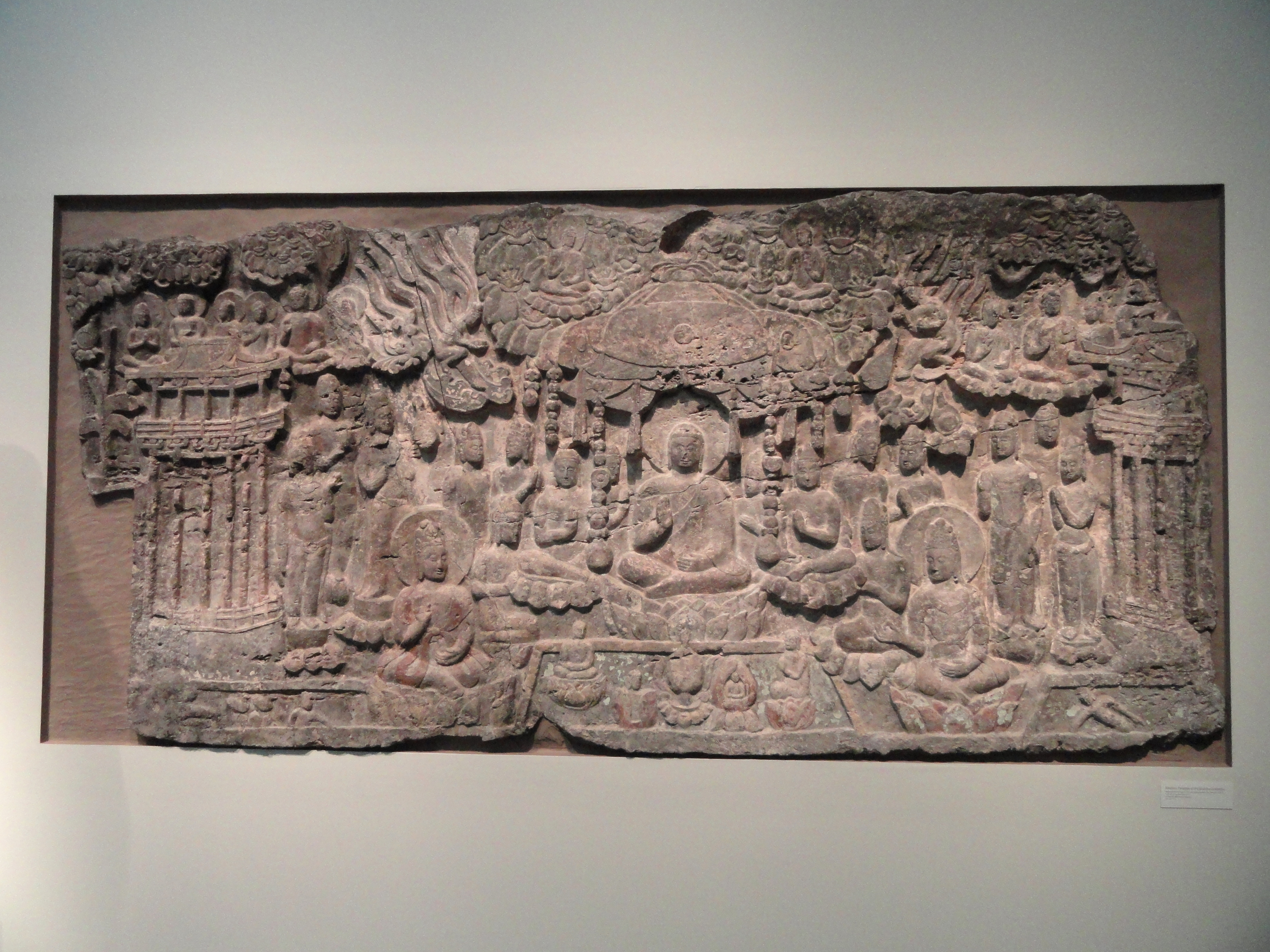
Paraíso occidental del Buda Amitabha, provincia de Hebei, c. 550-577 d. C.

### Asia Oriental Continental

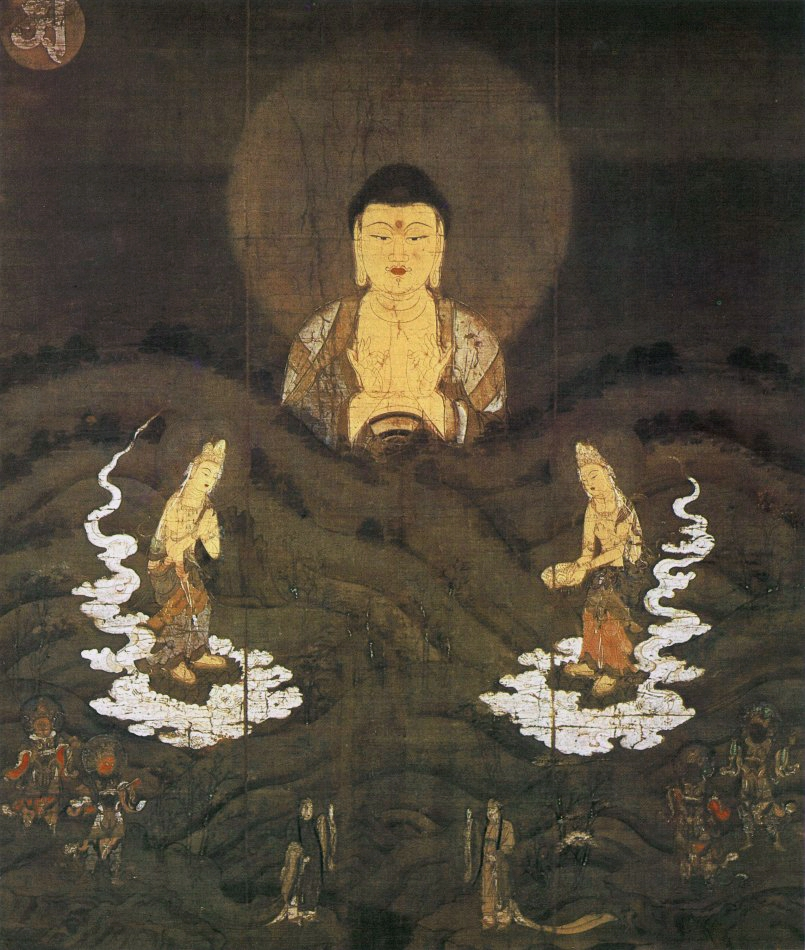
Descenso de Amitabha sobre la montaña, pergamino colgante, Eikan-dō, Kioto, Japón.

### En el Budismo japonés

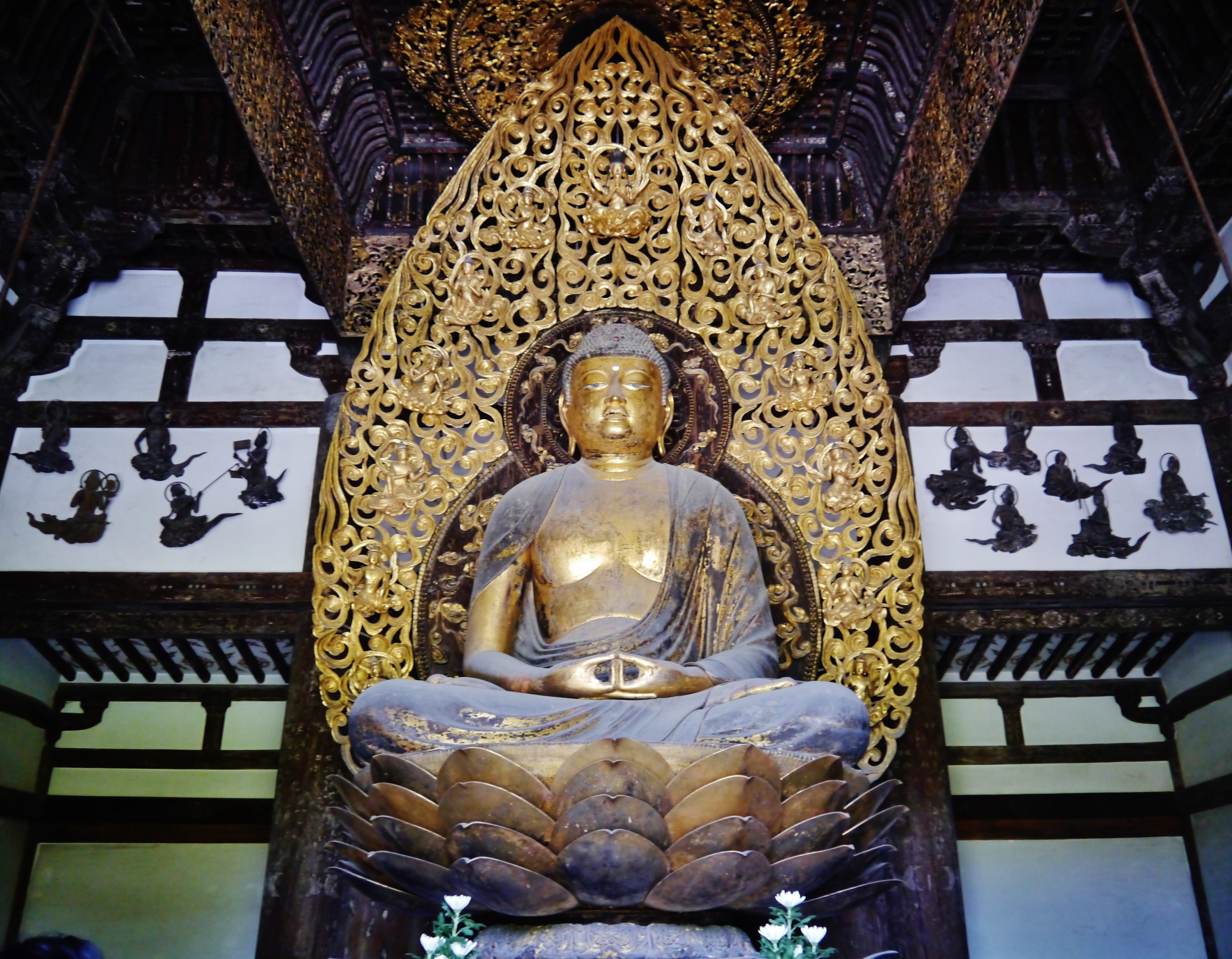
Buda Amida en la Sala del Fénix de Byōdō-in, Uji, Japón.

## Amitabha en Vajrayāna

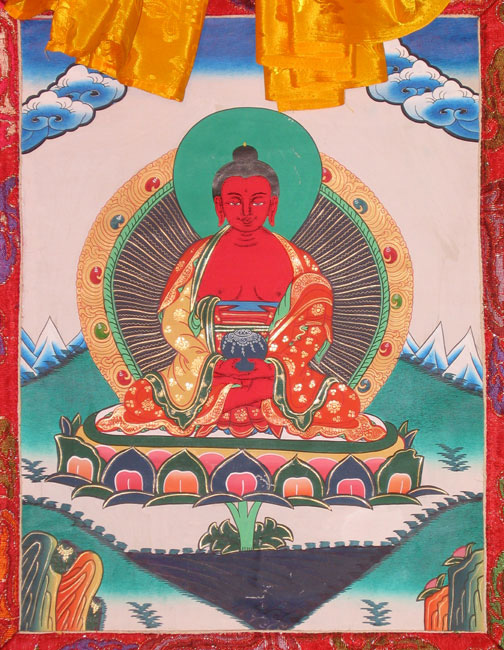
Buda Amitābha en el budismo tibetano, pintura tradicional thangka.

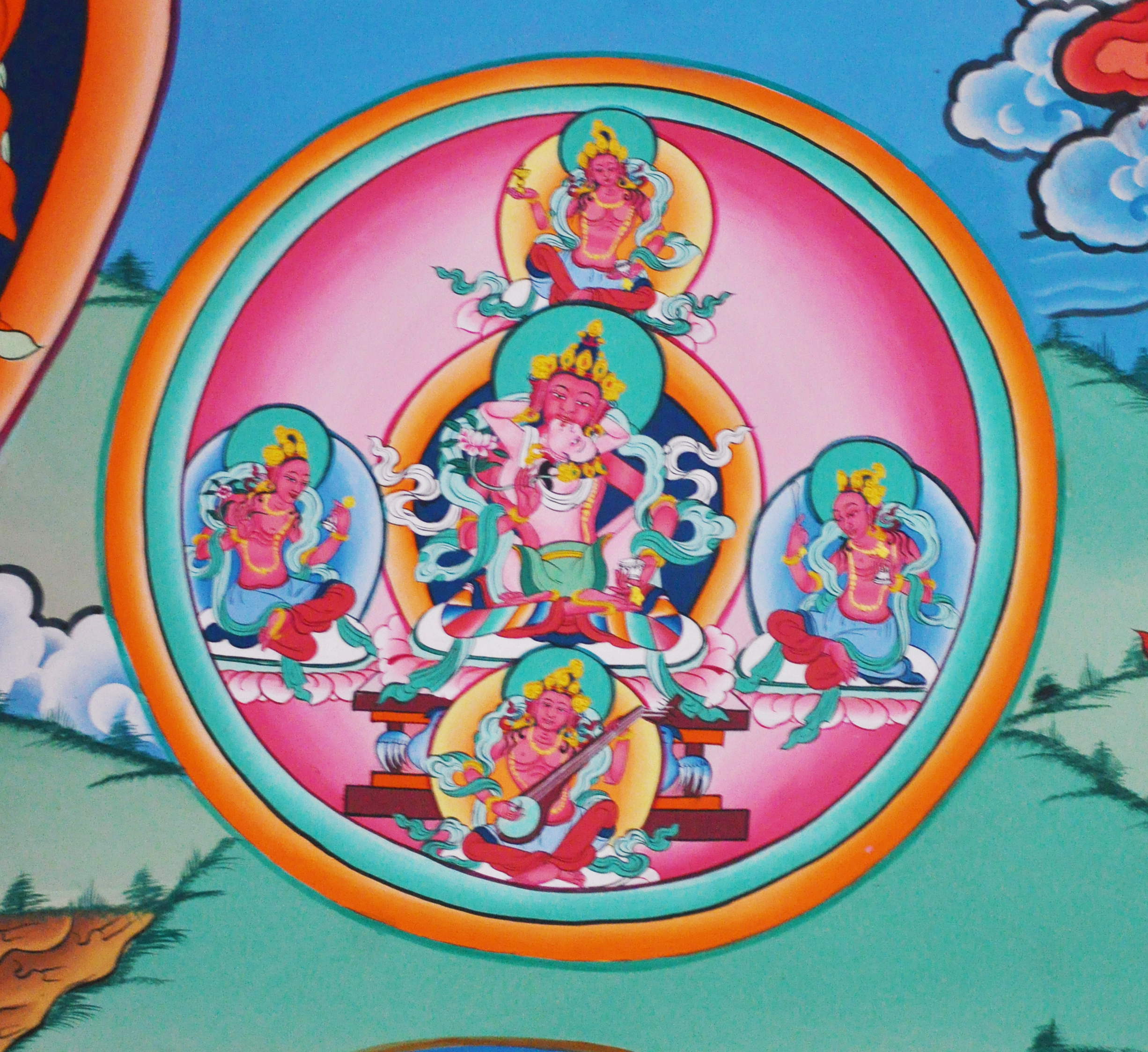
Una representación esotérica de Amitābha en unión con su consorte femenina Pāṇḍaravāsinī.

Representación japonesa de la Tríada de Amida en forma de sílaba semilla (bījamantra) en escritura Siddham.

### Mantras

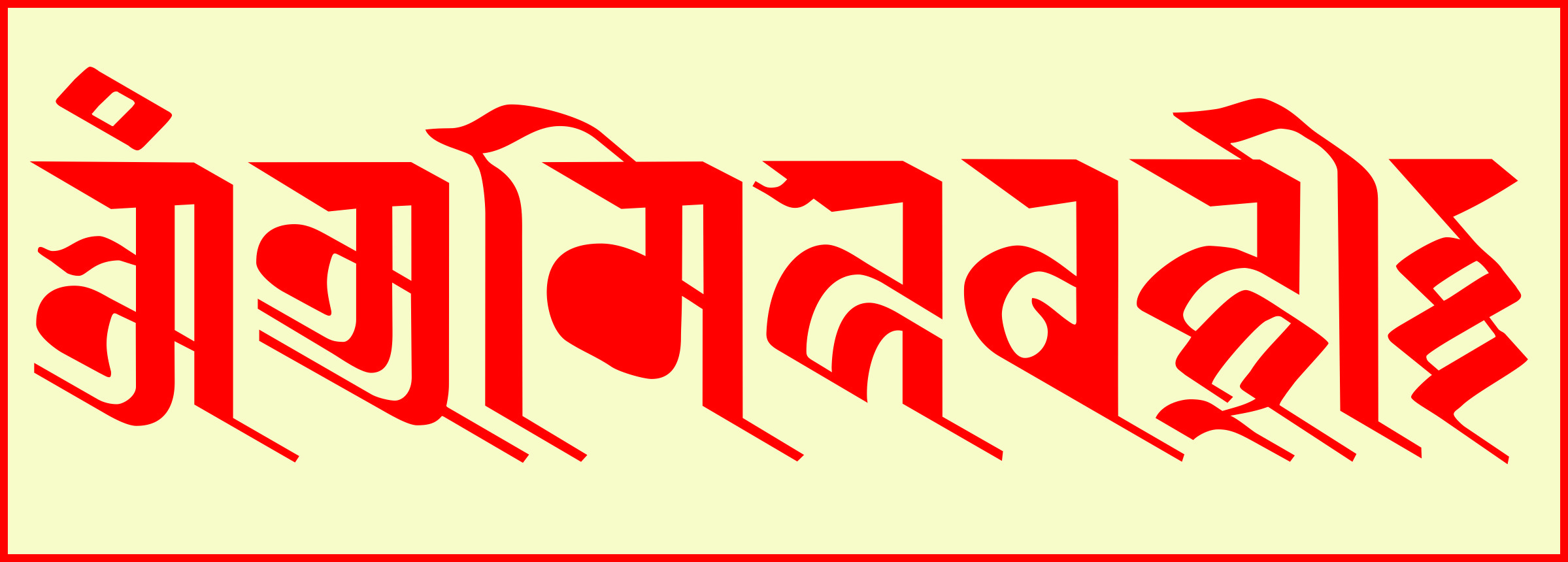
Om ami dewa hri mantra en la escritura Lantza

## Nombres

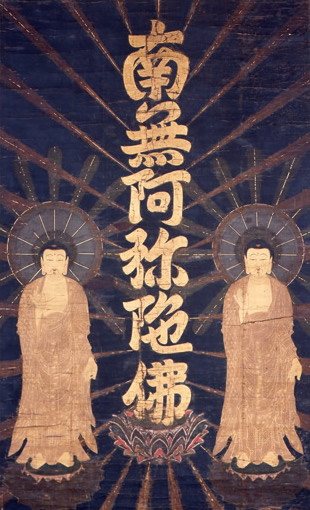
Nombre de seis caracteres (Jp: «Namo Amida Butsu») con imágenes de Sakyamuni y Amida, Manpuku-ji, Osaka, Japón

### Significado del nombre

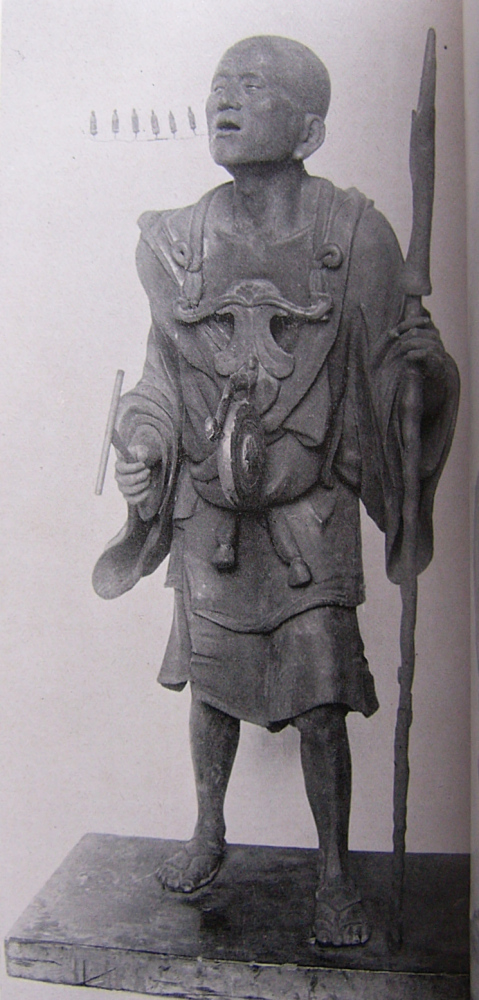
Escultura del monje itinerante japonés Kūya recitando el nembutsu. Cada carácter chino del nombre está representado por una pequeña figura de Amida.